# K-1

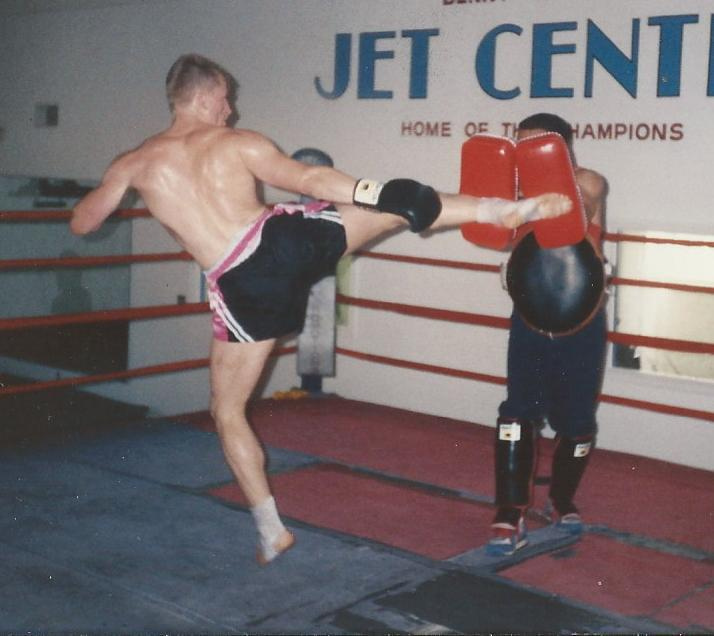
Der Österreicher Günter Singer bei seiner K-1-Vorbereitung, Van Nuys, Kalifornien

K-1 ist eine japanische Kampfsportorganisation, die lange Zeit zu den bedeutendsten Martial-Arts-Promotions der Welt zählte und deren Kampfstil dem Muay Thai ähnelt, jedoch ohne Clinchen und Ellbogen-Einsatz und auch ohne Würfe (z. B. aus dem Judo). Popularität erlangte der jährlich ausgetragene K-1 World Grand Prix der Schwergewichtskämpfer. Die Organisation entwickelte ihr Kampfsport-Regelwerk, mit dem Ziel, Kämpfer aus verschiedenen Kampfkünsten gegeneinander antreten lassen zu können. Es wurde von Kazuyoshi Ishii in Japan erfunden.
K-1 kombiniert Techniken aus dem Boxen, Karate, Muay Thai, Taekwondo, Kickboxen, Savate und vielen anderen Kampfsportarten. Die Popularität dieses Regelwerks führte dazu, dass weltweit viele Veranstaltungen oder einzelne Kämpfe nach K-1-Regeln bestritten werden, ohne etwas mit der K-1-Organisation tun zu haben. Diese Umstände, zusätzlich zur Tatsache, dass K-1 für Laien ohnehin schon schwer von Muay Thai oder Kickboxen zu unterscheiden ist, führen mitunter zu Missverständnissen. 
Das „K“ leitet sich von den vielen Kampfsportarten, die als Anfangsbuchstaben ein „K“ enthalten, ab (Karate, Kung Fu, Kempo, Kickboxen; alle Teil der Kakutogi-Familie, was in etwa Kampfsport bedeutet). Zudem ist es ein Wortspiel mit der Abkürzung der Formel 1 (F1), daher rührt auch die Turnierbezeichnung „K-1 Grand Prix“.
K-1 ist keine eigene Kampfkunst. Es messen sich hauptsächlich Vertreter verschiedener Kampfsportarten, die sich an die gemeinsamen Regeln halten. Es ist also als eigene Wettkampfart einzustufen.
K-1-Kämpfe sind im Turniermodus auf drei Runden zu je drei Minuten festgelegt, mit möglicher Verlängerung auf bis zu fünf Runden. Diese relativ geringe Rundenzahl hängt mit der Turnierregelung zusammen, die nach dem Ausscheidungsprinzip verläuft, so dass ein Kämpfer an einem Abend bis zu drei Kämpfe absolvieren muss. Abweichungen sind möglich, im Allgemeinen ist die Kampfzeit von der Klasse der Kämpfer abhängig und davon, ob es sich um einen Turnierkampf handelt. Vielfältige und gefährliche Angriffsmöglichkeiten, die die Chance auf einen langen Kampf ohnehin vermindern, sind ein Grund für die im Vergleich zum Boxen oder Kickboxen kurzen Kampfzeiten.
In den letzten Jahren stellte die K-1-Organisation ihre Aktivitäten nahezu völlig ein, sie existiert allerdings formal noch immer. Eine populäre Nachfolgeorganisation, die Kämpfe nach den K-1-Regeln organisiert, ist die in Singapur ansässige Promotion Glory.

## Reglement und Taktik des K-1

### Ziel
Das grundlegende Ziel beim K-1 ist es, wie bei anderen Vollkontaktsportarten, durch Knockout oder Kampfrichterentscheidung zu gewinnen.
Drei Kampfrichter vergeben für getroffene Schläge Punkte, welche bei einem Kampf über die volle Distanz über Sieg und Niederlage bestimmen.

### Regeln und Verbände
In Deutschland bestehen mittlerweile viele Verbände, die Kämpfe nach dem K-1-Regelwerk anbieten. Inzwischen haben auch traditionelle Kickbox-Verbände wie die World Association of Kickboxing Organizations K-1 in ihr Programm aufgenommen. Im Allgemeinen orientieren sich alle Verbände, die K-1 anbieten, am japanischen Vorbild.

#### Zusammenfassung der Regeln (stark gekürzte Fassung)
- Boxhandschuhe zum Vermeiden von Verletzungen.
- Das Gewicht der Kämpfer muss gleich oder ähnlich sein. Es gibt Gewichtsklassen wie z. B. beim Boxen.
- Kämpfer sollten nach Möglichkeit ähnliches Niveau vorweisen können. Es wird die Kampfanzahl verglichen, jedoch verliert diese bei den Profis an Wert, während sie bei Anfängern als sehr wichtig gilt.
- Jeder Kampf geht über bis zu fünf Runden, mit einer Rundenlänge von drei Minuten für die Profis oder zwei Minuten für Anfänger. Variationen sind möglich.
- Der Kampf endet durch Knockout, Technischer Knockout, „Punkte“, „Disqualifikation“, „Unentschieden“, „Kampflos“ oder „Aufgabe“.
- Sowohl der Ringrichter als auch der Ringarzt haben die Befugnis, den Kampf zu beenden.
- Der Kampf wird von drei Kampfrichtern nach einem Zehn-Punkte-System bewertet: Der Gewinner der Runde erhält zehn Punkte, der Verlierer neun oder weniger. Bei einem Unentschieden erhalten beide Kämpfer zehn Punkte.
- Sollte nach drei Runden ein Unentschieden vorliegen, verfallen die Punkte, und es folgt eine zusätzliche Runde. Die Kampfrichter bewerten dann nur die zusätzliche Runde. Sollte nach der Zusatzrunde immer noch ein Unentschieden vorliegen, bewerten die Kampfrichter sogar die kleinsten Unterschiede und den Kampfrhythmus. Ein Kampf kann nur in einem Unentschieden enden, wenn beide Kämpfer zeitgleich zu Boden gehen und nicht wieder aufstehen.
- Es gilt die „Drei-Niederschläge-Regel“: Dreimal zu Boden Gehen in einer Runde resultiert in einem Technischen Knockout.
- Es gilt der „verbindliche Acht-Count“: Der Ringrichter muss bei jedem Niederschlag mindestens bis acht zählen.
- Es gilt der „stehende 8-Count“: Der Ringrichter hat das Recht, einen Kämpfer als geschlagen zu erklären, falls seine Verfassung zu gefährlich für die Fortführung des Kampfes scheint.
- Ein Kämpfer kann nur in der letzten Runde von der „Glocke gerettet“ werden.

### Regelverstöße
Folgende Aktionen werden beim K-1 als Regelverstoß erachtet (stark gekürzte Fassung):
- Schläge auf verbotene Körperpartien, wie Tiefschläge oder Schläge auf das Knie, auf den Hinterkopf und den Rücken
- Schläge mit Kopf oder Ellbogen
- Würfe
- Aufgabegriffe
- Würgen oder Beißen
- Attacken auf einen am Boden liegenden oder aufstehenden Gegner
- Angreifen des Gegners, nachdem der Ringrichter eine Pause deklariert hat
- Festhalten der Seile
- Beleidigung des Ringrichters oder des Gegners
- Der Versuch, den Gegner aus dem Ring zu werfen
- Freiwilliges Verlassen des Ringes während des Kampfes
- Passives Kampfverhalten, einschließlich durchgehendem Klammern
- Mehr als eine Attacke während des Festhaltens des gegnerischen Fußes oder Nackens mit beiden Händen (eine Aktion erlaubt, dann loslassen)
- Spucken oder Haare ziehen

Ein Kämpfer wird folgendermaßen bestraft:
- „Belehrung“ – Belehrungen werden ausschließlich bei leichten Vergehen ausgesprochen.
- „Warnung“ – Bei Regelverstößen
- „Punktabzug“ – Zwei Warnungen ergeben einen Punktabzug; harte und offensichtlich beabsichtigte Fouls können einen sofortigen Punktabzug nach sich ziehen.
- „Disqualifikation“ – Nach wiederholten Vergehen wird der Kampf abgebrochen und der Benachteiligte zum Sieger erklärt.

## K-1-Kämpfer

### Sieger des K-1 World Grand Prix
- 1993: Branko Cikatić
- 1994: Peter Aerts
- 1995: Peter Aerts
- 1996: Andy Hug
- 1997: Ernesto Hoost
- 1998: Peter Aerts
- 1999: Ernesto Hoost
- 2000: Ernesto Hoost
- 2001: Mark Hunt
- 2002: Ernesto Hoost
- 2003: Remy Bonjasky
- 2004: Remy Bonjasky
- 2005: Semmy Schilt
- 2006: Semmy Schilt
- 2007: Semmy Schilt
- 2008: Remy Bonjasky
- 2009: Semmy Schilt
- 2010: Alistair Overeem
- 2024: Ariel Machado

### Sieger des K-1 World MAX Grand Prix
- 2002: Albert Kraus
- 2003: Masato
- 2004: Buakaw Por. Pramuk
- 2005: Andy Souwer
- 2006: Buakaw Por. Pramuk
- 2007: Andy Souwer
- 2008: Masato
- 2009: Giorgio Petrosyan
- 2010: Giorgio Petrosyan
- 2024: Stoyan Koprivlenski
- Weitere Kämpfer:
  - Australien: Paul Slowinski, Peter Graham, John Wayne Parr
  - Brasilien: Glaube Feitosa, Francisco Filho
  - China: Wang Qiang (Kampfsportler), Shi Hong-jian
  - Deutschland: Hubert Numrich, Stefan Leko, Chalid Arrab, Enriko Kehl, Alexander Kessler
  - Frankreich: Jérôme Le Banner, Cyril Abidi
  - Griechenland: Mike Zambidis
  - Italien: Giorgio Petrosyan
  - Japan: Musashi, Yusuke Fujimoto, Masato, Kyōtarō Fujimoto
  - Kanada: Gary Goodridge
  - Kroatien: Branko Cikatić, Mirko Filipović
  - Marokko: Badr Hari
  - Neuseeland: Ray Sefo, Mark Hunt
  - Niederlande: Semmy Schilt, Ernesto Hoost, Peter Aerts, Remy Bonjasky, Albert Kraus, Andy Souwer, Alistair Overeem
  - Österreich: Günter Singer
  - Russland: Ruslan Karaev
  - Schweiz: Andy Hug, Björn Bregy, Azem Maksutaj
  - Südafrika: Mike Bernardo
  - Südkorea: Choi Hong-man, Randy Kim, Park Yong-soo, Kim Kyoung-suk
  - Suriname: Tyrone Spong, Ismael Londt
  - Thailand: Kaoklai Kaennorsing, Buakaw Por. Pramuk
  - Türkei: Serkan Yılmaz, Murat Direkçi, Gökhan Saki
  - USA: Bob Sapp, Carter Williams, Mighty Mo
  - Belarus: Alexey Ignashov